# Bathyphantes dubius
Bathyphantes dubius är en spindelart som beskrevs av George Hazelwood Locket 1968. Bathyphantes dubius ingår i släktet Bathyphantes och familjen täckvävarspindlar.
Artens utbredningsområde är Angola. Inga underarter finns listade.